# Rhynchospora angosturensis
Rhynchospora angosturensis är en halvgräsart som beskrevs av William Wayt Thomas. Rhynchospora angosturensis ingår i släktet småag, och familjen halvgräs. Inga underarter finns listade i Catalogue of Life.